# ألاميدا دي لا ساجرا
ألاميدا دي لا ساجرا (بالإنجليزية: Alameda de la Sagra)‏ هي بلدية ومدينة في منطقة الحكم الذاتي كاستيا-لا مانتشا وتقع في مقاطعة طليطلة في وسط إسبانيا. تبلغ مساحة هذه المدينة 33 (كم²)، ويبلغ عدد سكانها 3324 نسمة حسب إحصاء المعهد الوطني الإسباني سنة 2008 م.

## وصلات خارجية
- الموقع الرسمي